# Gratuito para jogar

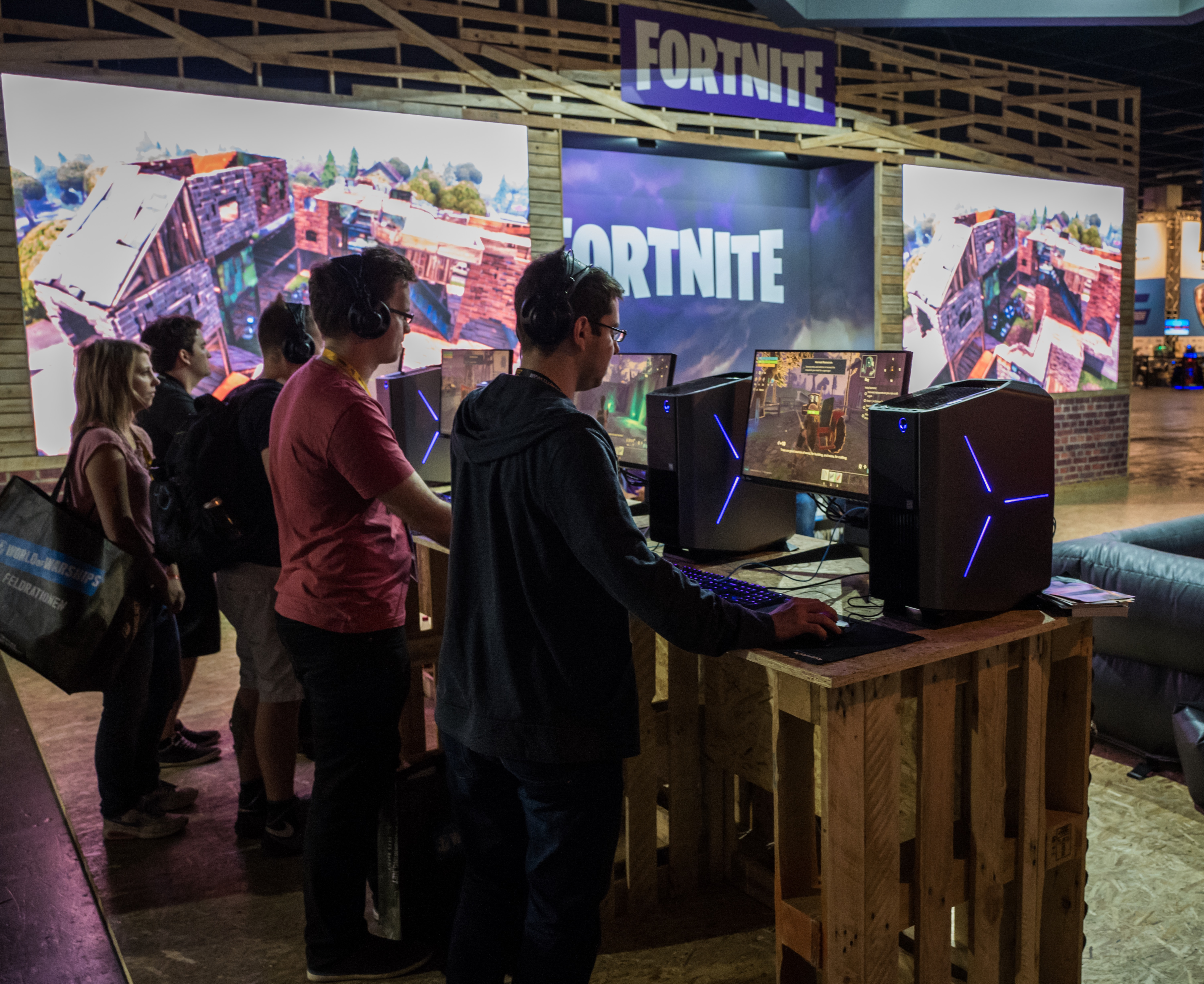
Fortnite na Gamescom 2017

Um jogo eletrônico baixável é chamado de gratuito para jogar quando não é exigido pagamento pelo seu download e acesso à maioria de seus recursos, ainda que certos itens adicionais possam ser opcionalmente comprados. Estes itens, apesar de não serem necessários para a funcionalidade principal do jogo, podem dar um realce considerável à habilidade ou estética (por exemplo: roupas, armas ou moedas). Assim, as empresas que lançam esse jogo lucram com a compra desses itens pelos jogadores. No entanto, muitos jogos gratuitos para jogar sem fins lucrativos também são lançados, conferindo ao jogador acesso a todos os recursos sem a necessidade de pagamento.
Exemplos clássicos de jogos gratuitos para jogar com fins lucrativos são os MMORPGs, os primeiros do ramo a se tornarem populares. Em jogos como GunZ: The Duel, Gunbound e Maple Story, por exemplo, há  sistemas chamados "item mall" ou "cash", no qual o jogador adquire moedas virtuais que só podem ser utilizadas em lojas para comprar recursos extras a serem utilizados dentro do jogo. Hoje em dia, existem jogos free-to-play dos mais variados gêneros. Outro exemplo popular de jogo gratuito para jogar com um sistema de moeda virtual é o Fortnite Battle Royale.
Outros métodos de se atingir o lucro também são aplicados nos gratuitos para jogar. Um deles consiste em lançar uma versão gratuita para atingir um alto nível de popularidade do jogo, atraindo assim mais jogadores para uma versão paga completa e atualizada. Alguns jogos gratuitos para jogar online também utilizam um limite de pessoas no servidor ou uma fila, fazendo com que a pessoa ou vá para o servidor pago ou compre uma assinatura para evitar a fila.

## Críticas
Os críticos da categoria gratuitos para jogar preocupam-se que os jogadores que pagam por elementos especiais tenham vantagem sobre os jogadores que não compram os mesmos elementos; a experiência do jogo não vai ser tão agradável como em outros jogos, já que os jogadores que pagaram mais dinheiro tem mais êxito em relação aos que jogam sem investir dinheiro, que usam apenas sua habilidade e esforço. Aos jogos em que isso acontece, foi dado o nome "Pague Ganhe". No entanto, alguns sugerem que os pagamentos só devem ser usados para expandir a experiência de jogo sem afetar o jogo em si.